# SR-2 Veresk
El SR-2 Veresk (СР-2 Вереск, en rus) es un subfusell dissenyat i produït a Rússia.

## Història
Desenvolupada per ser un subfusell que utilitzes la munició de 9x21 mm (també utilitzada en la pistola SR-1 "Gyurza"), i va ser utilitzada per primera vegada a mitjans de 1990, per ordre del Servei de Seguretat Federal. L'arma va ser presentada al public en 1999, desenvolupada a Klimovsk TsNIITochMash, i van adoptar-la amb el nom de SR-2 (Spetsialnaya Razarbotka -
2, Desenvolupament Especial - 2), i amb el mal nom de " Veresk".
La "Veresk" i la seva munició va ser creada per a ser una arma compacta, capaç de danyar a enemics que utilitzin blindatge corporal Rusia Clase-II (capaç de parar munició de pistola usual 9x19mm Parabellum i la 7,62x25mm Tokarev), i vehicles poc blindats, a una distància de 200 metres.

## Característiques
La SR-2 "Veresk" es diferencia de la majoria de subfusells pel seu sistema operat per gas intercalat amb un forrellat rotatori, utilitzat típicament en fusells d'assalt (usualment els subfusells utilitzen un sistema de Blowback diferent. Aquest disseny es parcialment similar al SR-3 "Vikhr, un fusell d'assalt compacte.
Externament, el " Veresk" es similar a la Uzi; utilitza un carregador extern de 20 o 30 bales, que son inserits en el mànec de l'arma. Hi han dues palanques amb un estil similar al de la AK-47, en ambdós costats de l'arma, el de la dreta es wl de seguretat, i el de l'esquerra es per escollir entre els diversos modes de foc. El forrellat està en la dreta del arma i fixat al sistema del forrellat, perquè així no es mogui mentre es mou el tirador. Hi ha una muntura per una mira de punt vermell en la part superior de l'arma, al contrari que el AK, que té un riel separat del arma. Endemés, aquesta arma, té una culata mòbil de metall.
Una versió modificada de la SR-2, la SR-2M 
es diferencia de la resta perquè disposa d'una empunyadura davantera, i altres accessoris per a protegir el tirador d'accidents, entre altres coses. Aquesta versió es bastant similar a la MP5K. La culata del SR-2 pot ser retreta, fins i tot amb la mirilla de punt vermell instal·lada.

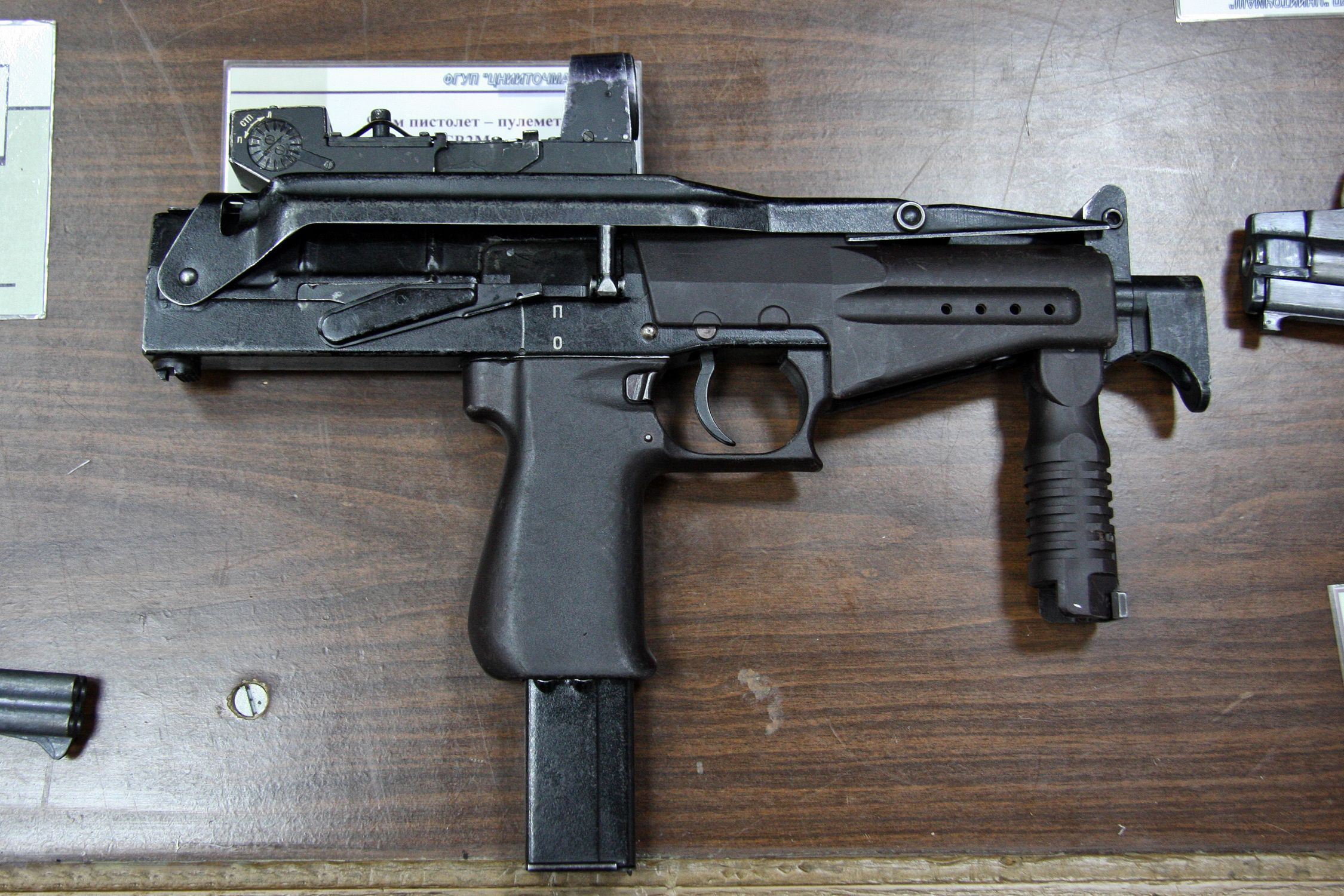
SR-2 Veresk